# Institut pour le financement du cinéma et des industries culturelles
L’Institut pour le financement du cinéma et des industries culturelles (IFCIC) est un établissement de crédit agréé qui a reçu mission du ministère de la Culture et du ministère de l’Économie et des Finances de contribuer au développement, en France, des industries culturelles, en facilitant pour ces entreprises l’accès au financement bancaire. Fondé en 1983, l'IFCIC est un établissement neutre et indépendant. Son capital est partagé entre les principales banques françaises, les grands établissements financiers publics (Caisse des dépôts et consignations, Bpifrance) et l’État. 
Aux banques, l'IFCIC offre sa garantie financière, ses capacités de cofinancement et son expertise du risque spécifique de l'entreprise culturelle.
Pour les entrepreneurs culturels, l'IFCIC facilite l'engagement financier de la banque en faveur de leur projet, en garantissant leurs crédits ou participant directement aux plans de financement. Elle offre également son expertise financière.
Par sa connaissance des secteurs concernés et, le cas échéant, grâce à ses comités et réseaux d’experts professionnels, l’Institut dispose d’informations permettant une analyse approfondie du risque présenté par les entreprises sollicitant un financement. 

## Activités de l'IFCIC

### La garantie
L'IFCIC a pour mission de faciliter le financement bancaire, en offrant sa garantie aux établissements qui prêtent aux entreprises et associations du secteur culturel (les prêts personnels sont exclus). La garantie de l'IFCIC s'adresse à l'établissement financier (et non l'emprunteur) pour faciliter la prise de risque dans ce secteur : en cas de défaillance de l'entreprise, la perte de la banque sera partagée avec l'IFCIC. La garantie de l'IFCIC représente généralement 50 % du crédit et peut être portée jusqu'à 70 % pour certains types de crédits. 
L’IFCIC dispose de 30 millions d’euros de fonds propres, et de fonds de garantie actifs d’un montant global d’environ 79 millions d’euros. Les deux principaux fonds de garantie sont le fonds Cinéma et audiovisuel, doté par le Centre national du cinéma (CNC), et le fonds des Industries culturelles, doté essentiellement par le ministère de la Culture. Ces fonds permettent, en application de coefficients de risque régulièrement vérifiés par la Banque de France, de garantir un montant de crédits de l’ordre de 1 036 millions d’euros (à fin décembre 2015), correspondant à un encours de risque (part IFCIC) de l’ordre de 525 millions d’euros. 

#### Le cinéma et les industries de l'image
L’IFCIC garantit les crédits aux sociétés de production et de distribution cinématographique ou audiovisuelle dont les activités sont éligibles au soutien du CNC. Grâce à une dotation spécifique du CNC, l'IFCIC garantit des crédits à court terme destinés au financement d'œuvres cinématographiques européennes, y compris lorsque ces œuvres ne sont pas agréées par le CNC.  L'offre de garantie bancaire est étendue depuis 2017 aux entreprises européennes (et pas uniquement françaises) pour la production cinématographique et audiovisuelle. 

#### Les industries culturelles
Sont également susceptibles de bénéficier de la garantie de l’IFCIC les entreprises du secteur des industries culturelles, c'est-à-dire : le livre (édition, diffusion, librairie), la musique (édition, production phonographique, production de spectacles), le spectacle vivant (production, acquisition et équipement de salles), la presse, les galeries d'art, le jeu vidéo, la mode, il s'agit  tous les domaines couverts par le ministère de la culture, y compris le design, les métiers d'art, les effets visuels etc.

### Les fonds de prêts
L'IFCIC gère également plusieurs fonds de prêts en faveur des entreprises de l'industrie musicale (musique enregistrée et spectacle vivant musical), des sociétés d'exportation de films, des jeunes entreprises de création, des entreprises de presse, du jeu vidéo, des librairies indépendantes ainsi que des galeries d'art.
Ces fonds ont pour objet l'octroi aux entreprises de prêts généralement remboursable à moyen terme et destinés à accompagner les entreprises dans leurs investissements (selon les fonds : développement des activités de production d'artistes, d'acquisitions d’œuvres cinématographiques, financement partiel des besoins liés à un développement structurel, accompagnement dans des opérations spécifiques de transmission ou de création d'entreprise...).

## Gouvernance
L'IFCIC est détenu à 49 % par l'État et le groupe Bpifrance et à 51% par un actionnariat privé rassemblant  des banques établies en France. Le conseil d'administration comprend 13 membres dont  des représentants de l'État, de BPifrance et d'établissements financiers.
Le président du conseil de l'IFCIC est Jean-Paul Cluzel et son directeur général, Karim Mouttalib.

## Les Prix décernés par l'IFCIC[5]

### Prix IFCIC de la jeune société de production indépendante
Créé en 2004 et doté de 15 000 €, le prix distingue chaque année une jeune société de production indépendante ayant initié ou mené à bien, au cours de l’année écoulée, la recherche de financement, la préparation ou la fabrication d’un film de long métrage, avec un professionnalisme reconnu par l’ensemble de ses partenaires artistiques, industriels et financiers. La société doit avoir dans ce cadre bénéficié sur la période d’un crédit garanti par l’IFCIC.
Lauréats depuis la création du prix
TS Productions (2004), Les Productions du Trésor (2005), Elia Films (2006), La Mouche du Coche (2007), les Films du Poisson (2008), 2.4.7. Films (2009), The Film (2010), Origami Films (2011), Lionceau Films (2012), Dharamsala (2013), Lilies Film (2014) et CG Cinéma (2015),  Films du Bélier (2016),.Maneki films (Didar Domehri)  (2017).

### Prix IFCIC Entreprendre dans la culture
Créé en 2016 en partenariat avec le ministère de la Culture, le prix IFCIC entreprendre dans la culture récompense des entreprises ou associations ayant développé, dans le secteur culturel, un modèle économique ou une forme d’organisation remarquable, innovante, originale, responsable et/ou durable. Son ambition est de mettre en valeur les démarches entrepreneuriales créatives d’acteurs du secteur culturel et de soutenir et d’amplifier ces initiatives.
Doté au total de 30 000 €, le prix offre également aux entreprises lauréates un suivi personnalisé de l’IFCIC sur les questions de financement ainsi que l’expertise du ministère de la Culture et de la Communication.
- Lauréats 2016 : Bandsquare, Histovery, Les éditions Zulma, No Format, NoMadMusic
- Lauréats 2017 : 1000 Visages Production, Camoin Scratch, La Coursive Boutaric, Soundsgood, Théâtre in Paris
- Lauréats 2018 : Affluences, Cagibig, Les Hauts-Parleurs, Maison Château Rouge, Les Libraires Volants